# Cer (hegység)
A Cer (cirill betűkkel Цер) hegység Szerbiában, Közép-Szerbia északnyugati részén, a Szávától délre, a Drinától keletre, Szabácstól 35, Belgrádtól 100 km-re délnyugatra. A legmagasabb csúcsa 689 méter magas. A hegység kb. 15 km hosszú.
A hegység a csertölgyről kapta a nevét, mely sűrűn takarja. Nincsen sűrűn benépesítve és főleg erdők borítják. Leginkább bükk, tölgy és gyertyánfa található rajta, melyek hozzájárulnak a friss levegőhöz.
A Ceren játszódott le a ceri csata az első világháború alatt, 1914. augusztus 12-től 24-ig, melyben az Osztrák–Magyar Monarchia vereséget szenvedett és kénytelen volt visszavonulni Boszniába.